# FSV Oggersheim
FSV Oggersheim – niemiecki klub piłkarski, grający obecnie w 1. Kreisklasse Rheinpfalz Süd (odpowiednik jedenastej ligi), mający siedzibę w mieście Ludwigshafen am Rhein (w dzielnicy Oggersheim), leżącym w Nadrenii-Palatynacie.
Klub po występach na szczeblu centralnym w rozgrywkach Regionalligi (sezony: 2007/2008 i 2008/2009), w lipcu 2009 roku ogłosił upadłość i prowadził tylko grupy młodzieżowe, a od sezonu 2011/2012 występuje w 1. Kreisklasse Rheinpfalz Süd (11. poziom), najniższej lidze w Nadrenii-Palatynacie.

## Historia
- 1913 – został założony jako VfR 1913 Oggersheim
- 1937 – połączył się z SC Eintracht Oggersheim tworząc SpVgg Oggersheim
- 1938 – połączenie się wszystkich klubów z Oggersheim w GfL Oggersheim
- 1945 – został rozwiązany
- 1945 – został na nowo założony jako ASV Oggersheim
- 1949 – odłączenie się od klubu sekcji piłkarskiej jako FSV Oggersheim 1913
- 2007 – zmienił nazwę na FSV Ludwigshafen-Oggersheim 1913
- 2009 – ogłosił upadłość i zmienił nazwę na FSV Oggersheim

## Sukcesy
- 1 sezon w Regionallidze Süd (3. poziom): 2007/08.
- 1 sezon w Regionallidze West (4. poziom): 2008/09.
- 2 sezony w Oberlidze Südwest (4. poziom): 2005/06-2006/07.
- mistrz Oberliga Südwest (4. poziom): 2007 (awans do Regionalligi Süd)
- mistrz Verbandsliga Südwest (5. poziom): 2005 (awans do Oberligi Südwest)